# سیارک ۱۰۱۳۱
سیارک ۱۰۱۳۱ (به انگلیسی: 10131 Stanga، نامگذاری:1993FP73) ده هزار و صد و سی و یکمین سیارک کشف شده‌است که در ۲۱ مارس ۱۹۹۳ کشف شد.
قدر مطلق سیارک برابر ۱۰٫۷ است.